# Daniele Di Stefano
Daniele Di Stefano (Rome, 12 februari 1999) is een Italiaans langebaanschaatser. Zijn specialisatie ligt op de middellange afstanden.

## Persoonlijke records
| Afstand     | Tijd     | Datum            | Baan       |
| ----------- | -------- | ---------------- | ---------- |
| 500 meter   | 36,11    | 9 maart 2024     | Inzell     |
| 1000 meter  | 1.08,75  | 25 januari 2025  | Calgary    |
| 1500 meter  | 1.43,99  | 18 februari 2024 | Calgary    |
| 3000 meter  | 3.48,41  | 9 november 2024  | Inzell     |
| 5000 meter  | 6.24,42  | 11 januari 2025  | Heerenveen |
| 10000 meter | 13.34,95 | 12 januari 2025  | Heerenveen |

## Resultaten
| Jaar | EK Allround          | WK Allround           | WK Afstanden            |
| ---- | -------------------- | --------------------- | ----------------------- |
| 2023 |                      |                       | 7e massastart           |
| 2024 |                      | NC10 (7e, 15e, 5e, -) | 5e 1500m 7e massastart  |
| 2025 | 7e · (, 11e, 5e, 7e) |                       | 10e 1500m 8e massastart |

(#, #, #, #) = afstandspositie op allroundtoernooi (500m, 5000m, 1500m, 10000m).
NC10 = niet gekwalificeerd voor de laatste afstand, maar wel als 10e geklasseerd in de eindrangschikking